# Wentworth (Yorkshire du Sud)
Pour les articles homonymes, voir Wentworth.
Wentworth est un village et une paroisse civile du Yorkshire du Sud, en Angleterre.